# 奧厄河
50°47′06″N 8°41′23″E / 50.785°N 8.68986°E
奧厄河（德語：Ohe），是德國的河流，位於該國中部，由黑森州負責管轄，屬於阿爾納河的左支流，處於馬爾堡-比登科普夫縣，河道全長11.5公里，流域面積44.3平方公里。